# Feminismo en Cataluña
El feminismo en Cataluña es el conjunto de acciones e ideas feministas desarrolladas o vinculadas a este territorio desde el protofesminismo hasta finales del siglo XX. En Cataluña surgieron importantes figuras a finales del siglo XIX y principios del siglo XX que marcaron la vanguardia e influenciaron el desarrollo del feminismo y la lucha por los derechos de las mujeres en toda España. El movimiento feminista catalán fue también clave en la transición española.  

## Introducción

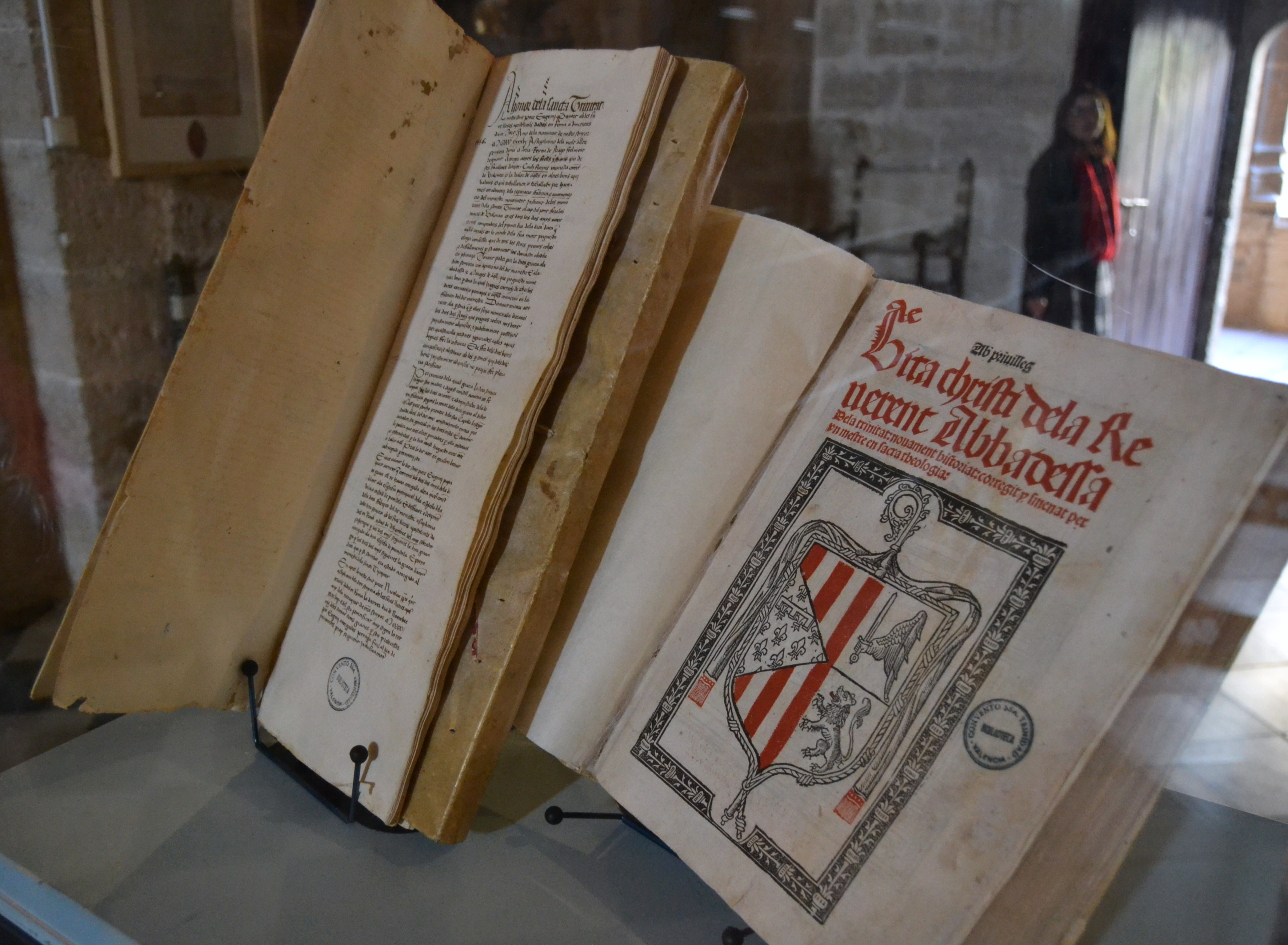
Vita Christi al monasterio de la Trinidad a Valencia.

A finales del siglo XV , sor Isabel de Villena, abadesa del convento de la Trinidad de Valencia, escribió el Vita Christi. Esta obra, un texto de unas cinco mil palabras, narra la vida de Cristo a partir de las mujeres que compartían con él su vida. Fue editada también por una mujer, la abadesa Aldonça de Montsoriu, y es considerada la primera obra literaria protofeminista en catalán.
En el siglo XVI destacó la escritora valenciana Jerònima Galés, impresora del taller más importante de su época.

## Historia y evolución
Las características del desarrollo político español durante la Restauración borbónica no fueron propicias para la emergencia de un feminismo liberal de signo político, orientado hacia la consecución del sufragio y de los derechos políticos individuales, cómo había sucedido en países cómo Gran Bretaña.

### Siglo XIX[3]
Los primeros brotes del pensamiento feminista a los Países Catalanes los encontramos a finales del XIX , en los artículos que publicaban varias escritoras en la revista La luz del porvenir. Revista popular de Estudios psicológicos y Ciencia afines, fundada en Barcelona por Amalia Domingo y editada del 1878 al 1899. Destacan también en este feminismo republicano radical (de raíz) y laico: la espiritista Amália Domingo Soler, la anarquista Teresa Claramunt y la republicana, masona y libre pensadora Ángeles López de Ayala.
A finales de siglo surgieron diferentes asociaciones cómo: 
- Sociedad Autónoma de Mujeres de Barcelona (1892-1898)
- Asociación General Femenina de Valencia (1897-1914? )
- Sociedad Progresiva Femenina de Barcelona (1898 - 1926)
- La Conciencia Libre (Barcelona, Valencia: (1896 - 1907)
- El Progreso (1891, 1896 a 1901)
- Asociación de Mujeres Librepensadoras de Mahón (1899-? )

### sigloXX[3]
El feminismo catalán a principios del siglo XX era cultural y social: cuestionaba la exclusión de las mujeres del mundo de la cultura y la subalternidad femenina. Se centró en la promoción de los derechos de las mujeres a los ámbitos educativos, culturales y laborales. Al inicio del siglo XX destaca el feminismo conservador de la escritora Dolores Monserdà.
Estos movimientos burgueses, de carácter católico y pedagógico, procuraron mejorar las condiciones de las mujeres trabajadoras mediante una protección de carácter filantrópico, fomentando las actividades humanitarias de las mujeres acomodadas, creando escuelas y hospicios para obreras y campesinas.
En este contexto, Dolores Monserdà inició su intensa actividad con la creación del Patronat d' Obreres de l' Aguja y en 1912 intentó la organización de una Liga de compradores.
Este feminismo de signo conservador pretendía conseguir una mejora en la situación de la mujer sin producir cambios en la estructura familiar o social. Tuvo un fuerte impacto en la clase media y favoreció el surgimiento de diversas instituciones como el Instituto de Cultura y Biblioteca Popular de la Mujer que creó Francesca Bonnemaison en 1910 y la Escuela de Bibliotecarias que nace en 1915 .
Asimismo en Solidaritat Catalana, se creó un movimiento femenino para el apoyo político del catalanismo, la Lliga Patriòtica de Dames, integrada entre otras por: Josefa Dachs Carné de Prat de la Riba, Eulalia Forment de Vinyals, Pilar Gispert de Limón, Dolors Monserdà y Francesca Bonnemaison; concretándose con la aparición de la revista Oro y Grana . Semanario autonomista para las mujeres (1906-07). Sin embargo, esta liga no se trataba de un movimiento progresista, ya que rechazaron el voto de las mujeres y la actuación directa de éstas en política .
En 1907 se empezó a publicar la revista Feminal (1907-17), surgida como suplemento de La Ilustración Catalana, y dirigida por Carme Karr. Esta revista tuvo una gran importancia, ya que ofrecía a las mujeres acomodadas una cierta formación intelectual, dentro del proyecto político- catalanista del Novecentismo. En 1921 Carmen Karr, impulsó la asociación Acción Femenina y en 1931 firmó el manifiesto que pedía al Presidente Macià el voto para las mujeres.

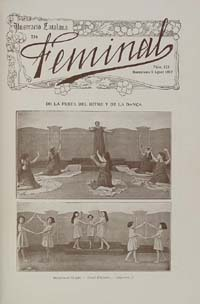
Portada de Feminal (n.123)

Durante el primer cuarto del siglo XX surgieron diferentes asociaciones como:
- Grupo Femenino Socialista en Valencia y  (Barcelona,1911)
- Sindicato La Constancia, organización anarquista muy relevante en la huelga del textil de 1913
- La Federació Sindical d'Obreres, fundada en 1912 por Maria Domènech de Cañellas.
- Comité Femenino Pacifista de Cataluña (1916-) dirigido por Carme Karr.
- El Cercle de la Dona de l'Avenir (1919)
- L'Institut de la Dona que Treballa (1920)
- L'Agrupació Concepció Arenal (Valencia,1920)
- Acció Femenina (Barcelona,1921)

Además, fueron publicadas obras de carácter feminista como:
- Breus consideracions sobre la dona (1904) de Joaquima Santamaria.
- La mujer. Consideraciones sobre su estado ante las prerrogativas del hombre (1905) de Teresa Claramunt.
- El feminisme a Catalunya (1907) i Estudi feminista (1919) de Dolors Monserdà.
- Ço que deu ésser el feminisme (1915) de Maria Poal-Aragall.
- Feminismo socialista (1925) de María Cambrils Sendra
- Las reivindicaciones femeninas (1927) de Santiago Valentí i Camp.

A nivel estatal, para contextualizar, cabe destacar, el nombramiento 1914 de María de la O Lejárraga representante española de la Alianza Internacional para el Sufragio de las Mujeres y la intervención de Lily Rose de Cabrera Schenrich, marquesa del Ter, en el congreso celebrado en París de la misma asociación internacional en 1926. La publicación de las obras La condición social de la mujer en España (1919) de Margarita Nelken y años después, La mujer moderna y sus Derechos (1927) de Carmen de Burgos "Colombine".

### Segunda República (1931-1939)
Los años 30 significaron unos inicios de cambio en relación con el derecho de las mujeres. Durante la Segunda República, la constitución de 1931 finalmente concedió el sufragio femenino y los derechos políticos a las mujeres en España.
Aunque los años 30 se caracterizaron por el desarrollo de la democracia política, la creciente participación de las mujeres en el movimiento obrero y, en definitiva, en un aumento de la conciencia femenina y de sus derechos social, en la práctica la condición social de la mayoría de mujeres cambió sólo ligeramente. Sin embargo, por primera vez una pequeña élite de mujeres accede a puestos políticos y administrativos de importancia.
No fue hasta la Segunda República cuando la presencia de la mujer en instituciones del Partido Republicano Radical de Castellón se hizo realidad con la Agrupació Femenina Radical (1932-)
Las asociaciones sociales y culturales de mujeres de los años treinta tuvieron un papel fundamental en la formación de la mujer de las clases media y alta; cabe destacar el Lyceum Club, del que fueron presidentas Carmen Montoriol y Aurora Bertrana . Esta última también fundó y dirigió, junto con María Carmen Nicolás, la colección "La Novel.la Femenina".
En el campo, la evolución de las mujeres campesinas fue lenta y casi imperceptible.

#### Guerra Civil (1936-1939)[8]
Iniciada la Guerra Civil, Federica Montseny, como Ministra de Sanidad del gobierno republicano de Largo Caballero, defendió el decreto sobre el aborto, que, por otra parte, fue aprobado por la Generalidad de Cataluña en diciembre de 1936.
Durante el conflicto bélico, las mujeres llevaron a cabo una importante labor a fin de mantener en pie el país haciendo trabajos agrícolas, industriales en las ciudades y de apoyo a los combatientes. Se creó una gran demanda de mano de obra femenina para que el país no se paralizara y este hecho sirvió de catalizador para que las mujeres empezaran a salir de la reclusión del hogar para participar en múltiples actividades como la construcción de barricadas, refugios antiaéreos, el cuidado de enfermos y heridos, la confección de uniformes para los soldados o la fabricación de munición. En el frente había mujeres haciendo tareas tales como la atención a los heridos de guerra y una minoría tuvieron una participación activa en el conflicto bélico como milicianas en el frente.
En julio de 1937 se creó el Instituto de Adaptación Profesional de la Mujer, adscrito a la consejería de trabajo, que en marzo de 1938 ya había movilizado para el trabajo 5.000 mujeres. Por primera vez, la mujer empezaba a tener un rol más activo y decisivo en la sociedad, aunque hay que señalar que estos cambios se produjeron más rápidamente en lugares urbanos como Barcelona.
Los días 6, 7 y 8 de noviembre de 1937 se celebró en Barcelona, en el Palacio de la Música Catalana, el Primer Congrés Nacional de la Dona, convocado por mujeres de la UGT, la CNT, el Partido Sindicalista, ERC, PSUC, ACR, Estat Català y el Partit Federal Ibèric; asistieron 800 delegadas, y se decidió la creación de la Unió de Dones de Catalunya, que organizó posteriormente la Jornada Internacional de la Dona en Barcelona.
Las trabajadoras sexuales también participaron históricamente en los movimientos revolucionarios. Empezaron a organizarse como trabajadoras y feministas.

### Posguerra y dictadura (1939-1975)
Muchas mujeres sufrieron la represión que tuvo lugar entre los años 1938 a 1945. Alimentar, socorrer o curar combatientes republicanos fue considerado delito y algunas mujeres fueron encarceladas y, incluso, fusiladas por ello. Otras mujeres sufrieron la cárcel o los campos de concentración de sus familiares. Además, la mujer tuvo que silenciar el porque habían luchado; hubo una fuerte represión contra las familias estigmatizadas como rojas y el miedo indujo al silencio o la aceptación del régimen aunque sólo fuera de puertas hacia fuera.
La posguerra y el régimen franquista representó la paralización de cualquier reivindicación de carácter feminista; la única organización femenina autorizada fue la Sección Femenina de la FET y de las JONS.
No fue hasta los años sesenta que se suscitó nuevamente el interés por el feminismo, una de las figuras más destacadas fue Maria Aurèlia Capmany, con investigaciones como El feminismo ibérico (1970). El feminismo catalán contemporáneo es deudor de su figura, pionera en los estudios de género con libros como La mujer en Cataluña (1966), El feminismo en Cataluña (1973) y Mujer y sociedad en la Cataluña actual (1978).

### Transición (1975-1978)[12]
Ya en la transición democrática, en el ámbito estatal, destaca la aparición en 1975 del Colectivo Feminista, futuro Partido Feminista, encabezado en 1981 por Lidia Falcón . También surge en julio de 1976 de la escisión del Colectivo Feminista, el grupo feminista LAMAR, que adapta el libro "Ourbodies, ourselves" del Colectivo de Boston.
En junio de 1976, se celebran las Primeras Jornadas Catalanas de la Mujer, coordinadas por Leonor Taboada. También tienen lugar otras jornadas como: la Emancipación Femenina, Utopía, realidad o engaño (1979), sobre el Patriarcado (1980) y las Segundas Jornadas de Diez Años de Lucha del Movimiento Feminista (1985).

### Finales delsigloXX
Con la evolución de las luchas feministas se dan las campañas públicas contra los malos tratos a las mujeres, en favor del derecho al aborto, así como la constitución de la Coordinadora de Grupos de Mujeres de Cataluña, que nació a partir de esta campaña en 1985, y la lucha por la escuela no sexista, entre otros.
Cabe destacar la figura intelectual de la escritora Montserrat Roig y su contribución con obras como El feminismo (1984) y Di que me quieres aunque sea mentira (1991).

## Galería

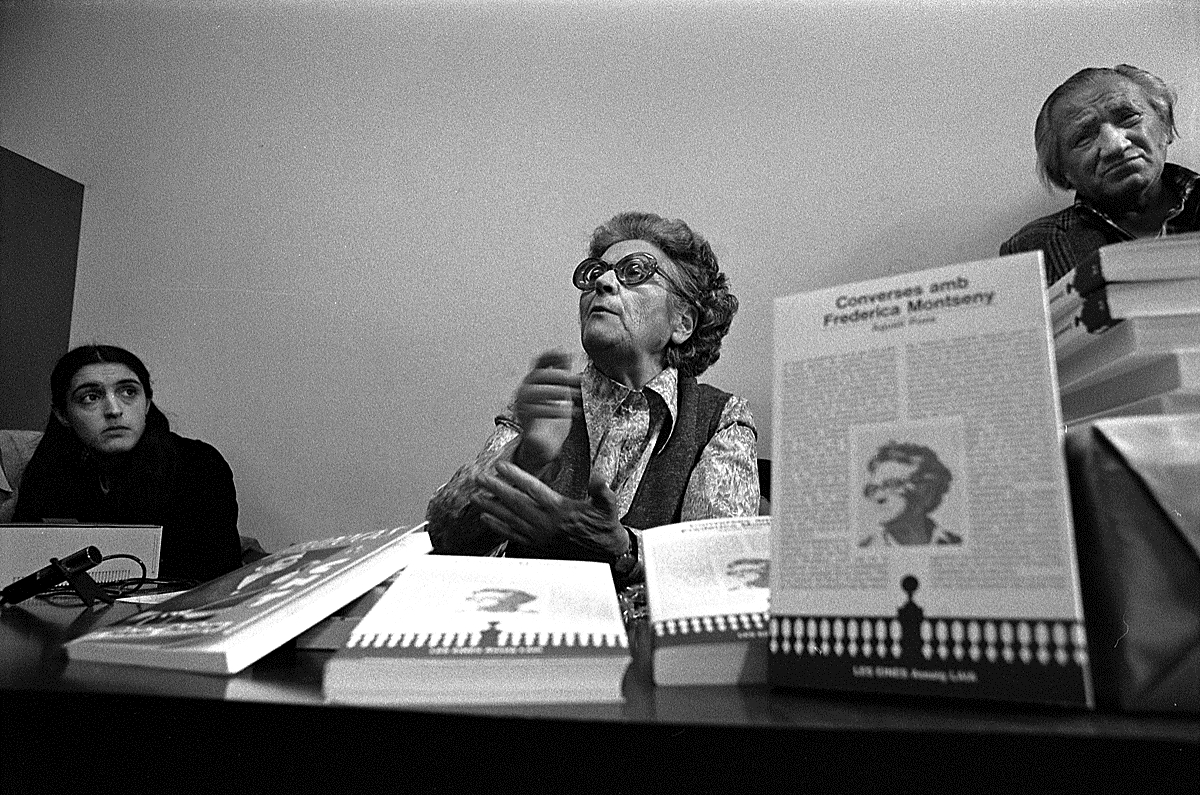
Federica Montseny a la presentación de un libro suyo.
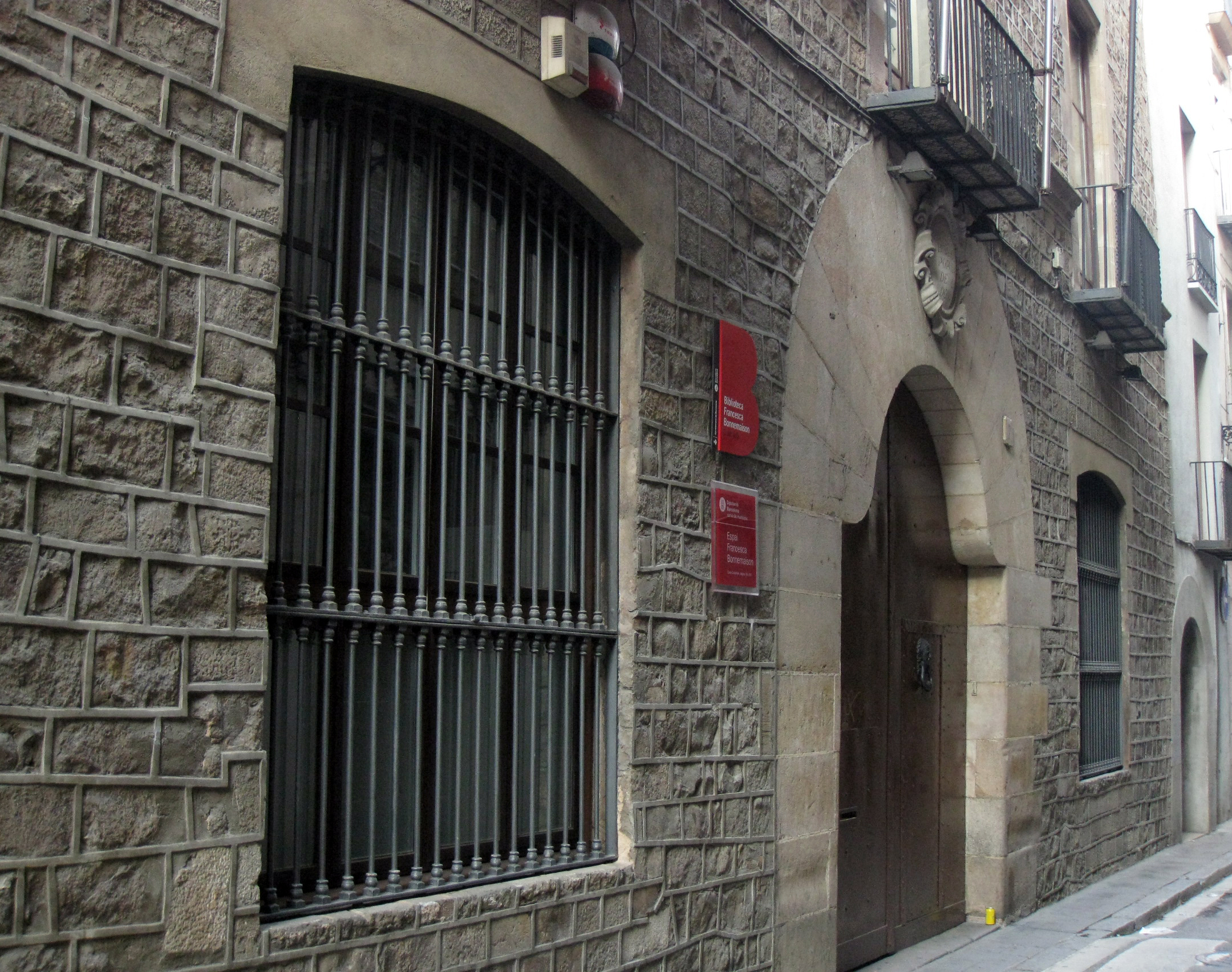
Centro Cultural Francesca Bonnemaison en Barcelona.
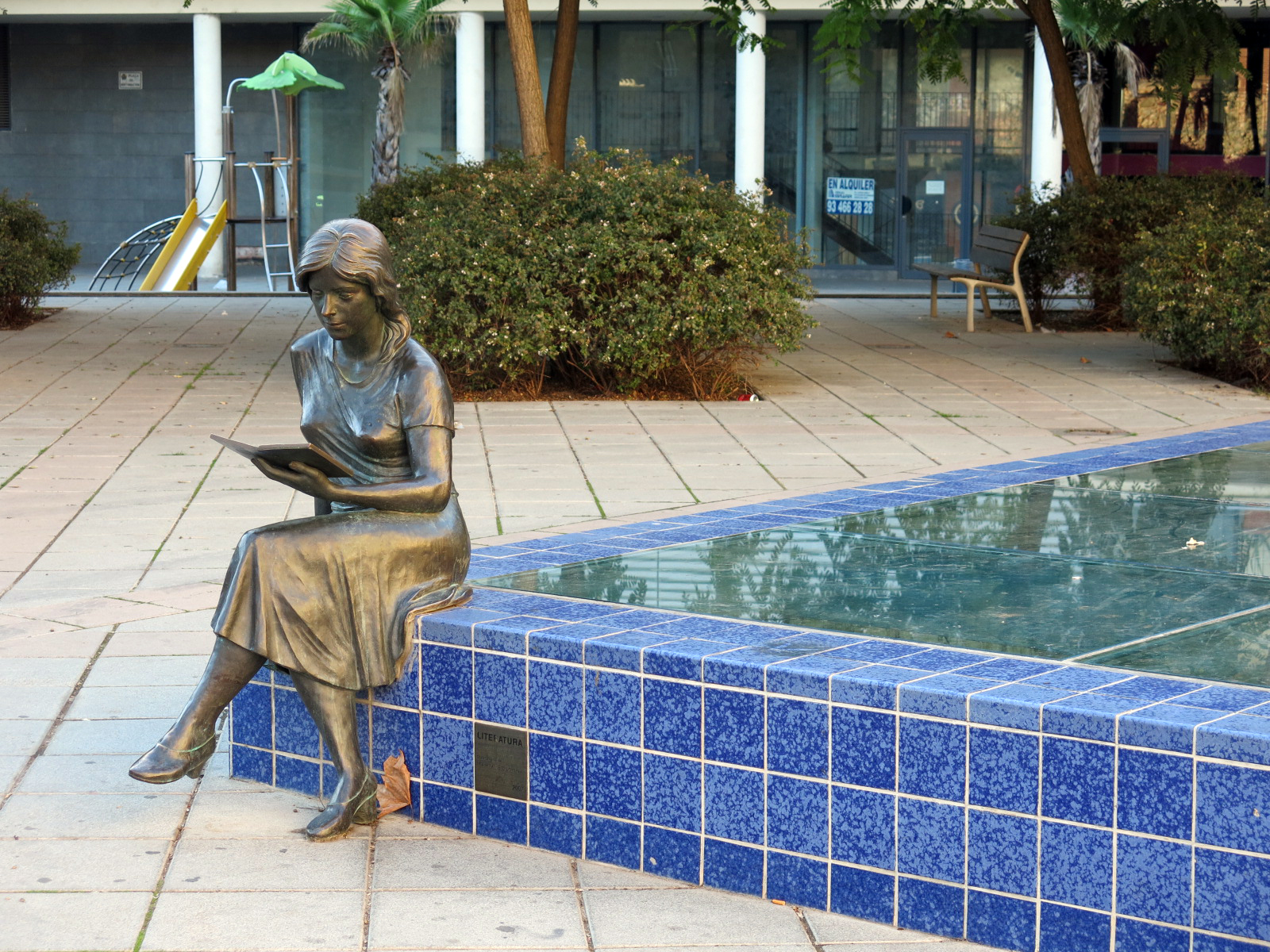
Plaza de Montserrat Roig en Santa Coloma de Gramanet .
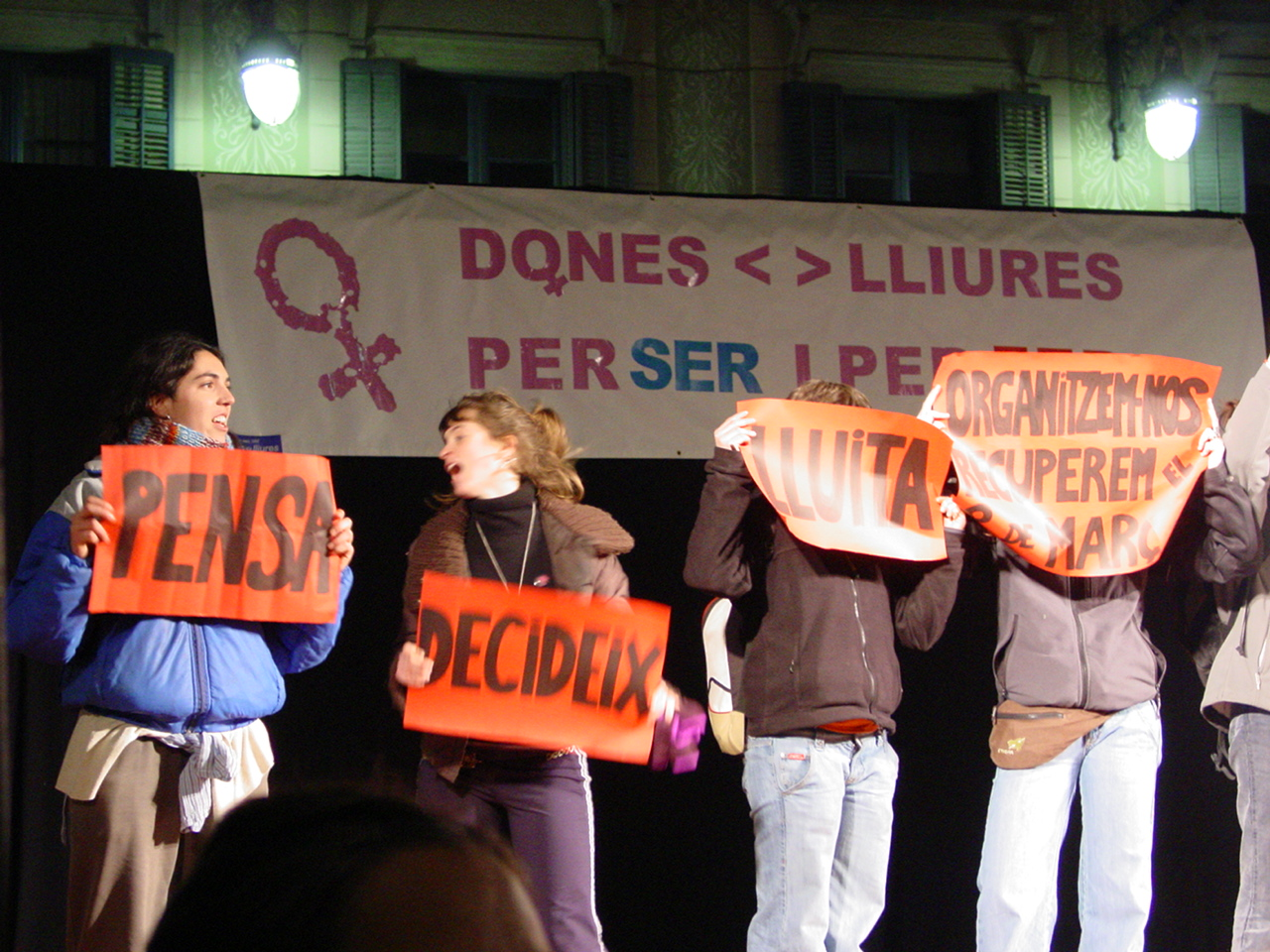
Manifestación del 8 de marzo en Barcelona en 2005 .
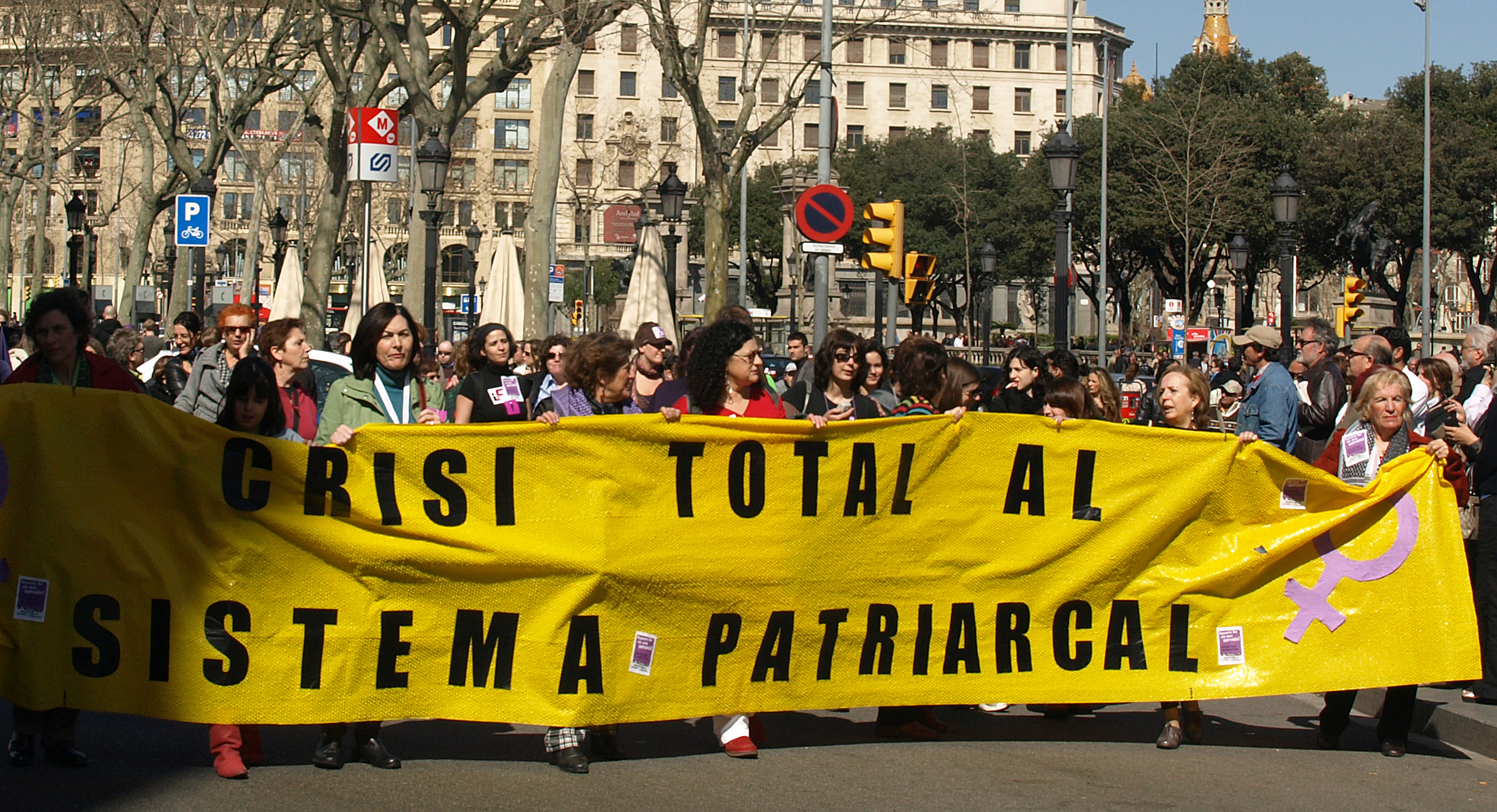
Manifestación en Barcelona el día de la mujer trabajadora (2009).
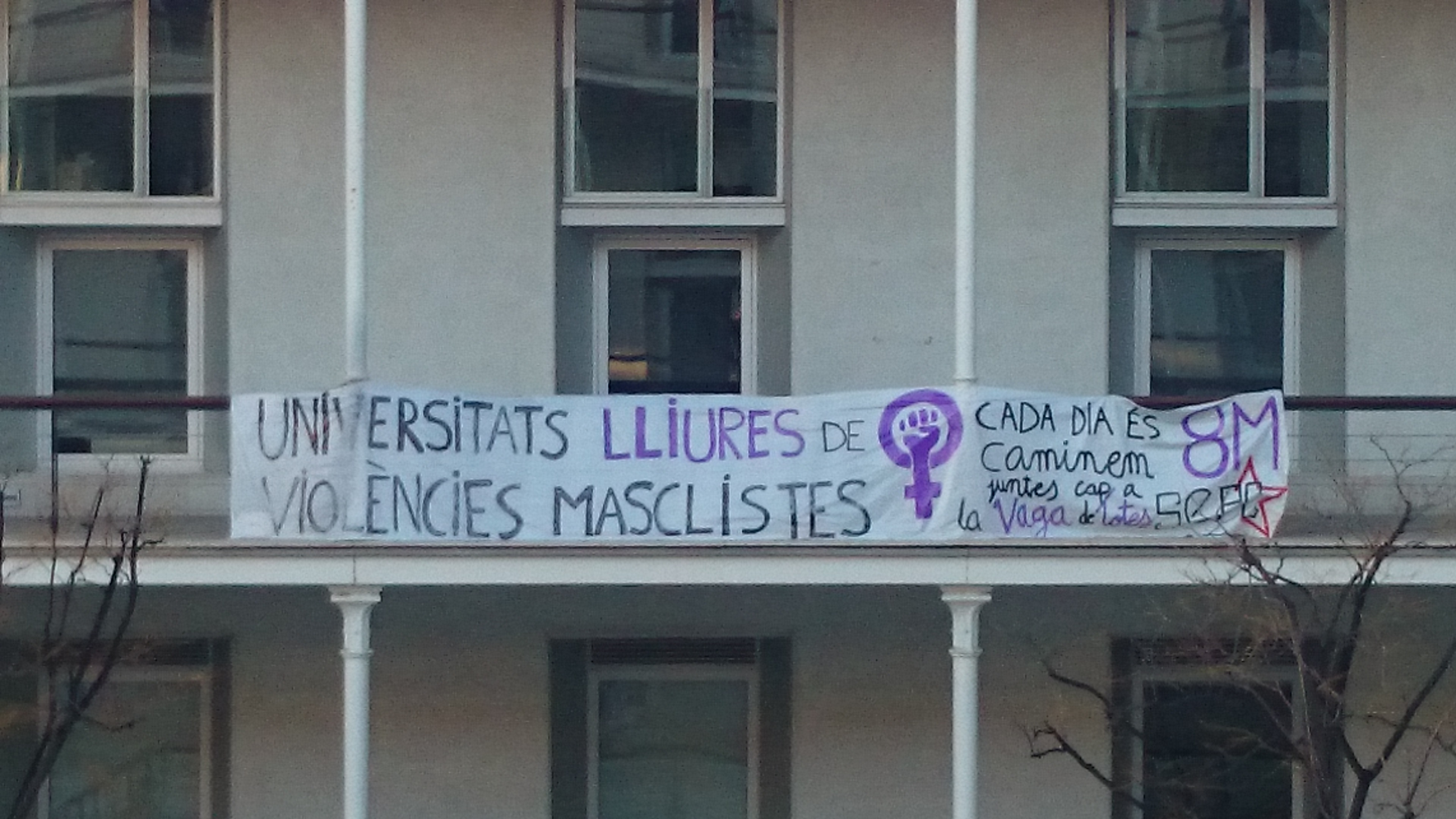
Pancarta convocante de una huelga feminista en 2015 en la UPF en Barcelona.